# Raïon de Pokrovsk
Le raïon de Pokrovsk (en ukrainien : Покровський район) est un raïon (district) dans l'oblast de Donetsk en Ukraine.

## Reforme de 2020
Avec la réforme administrative de l'Ukraine de 2020, son centre administratif est la ville de Pokrovsk et il compte quatorze collectivités territoriales ; il a absorbé les raïons de Marinka, Dobropillia et Iassynouvata.

## Lieux remarquables
- La réserve de Brandouchkin, de Gektov ; le musée Serge-Prokofiev, la gare de Pokrovsk monument classée[1].

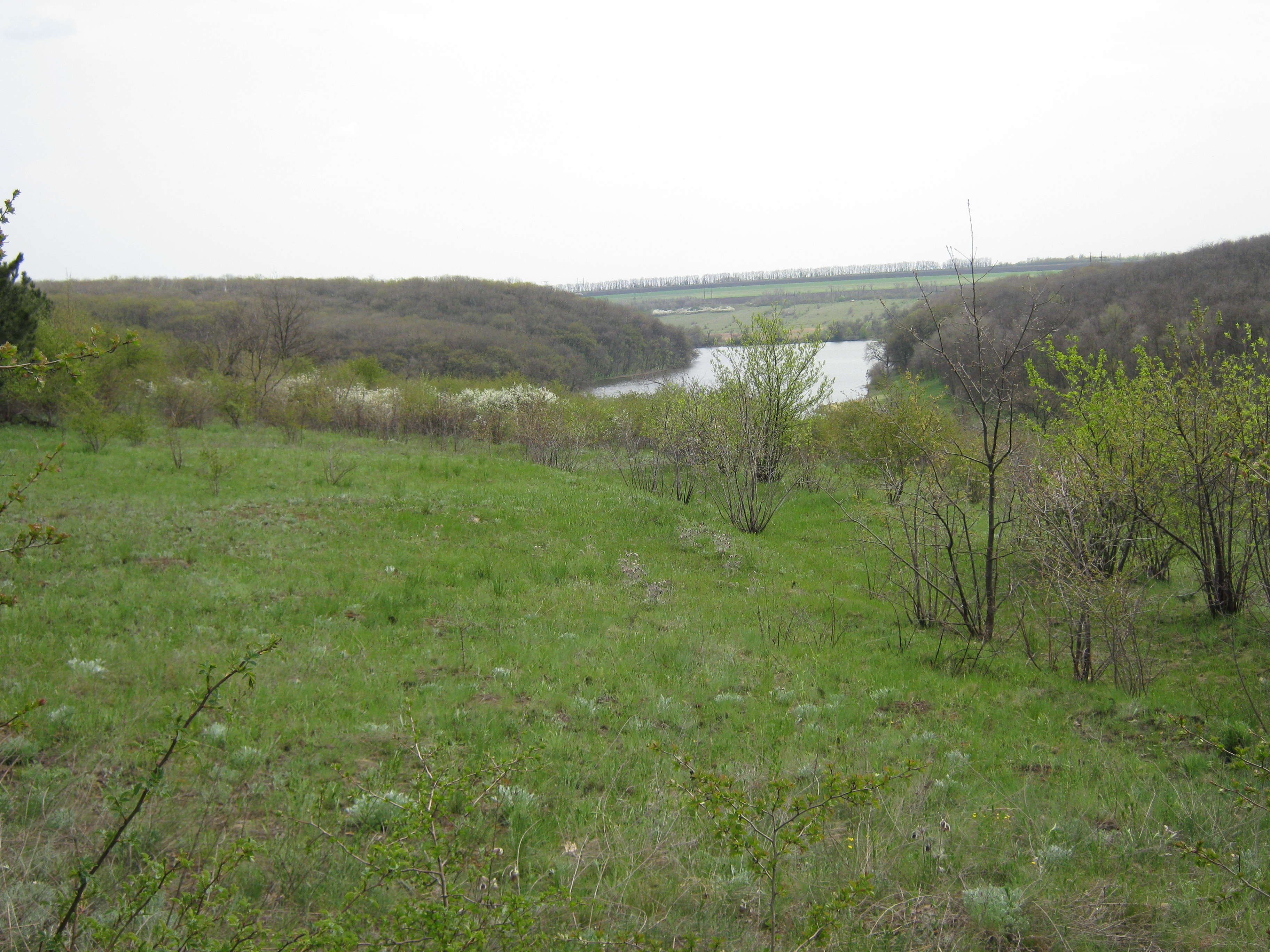
La forêt Nikanorivsky, classée[2].
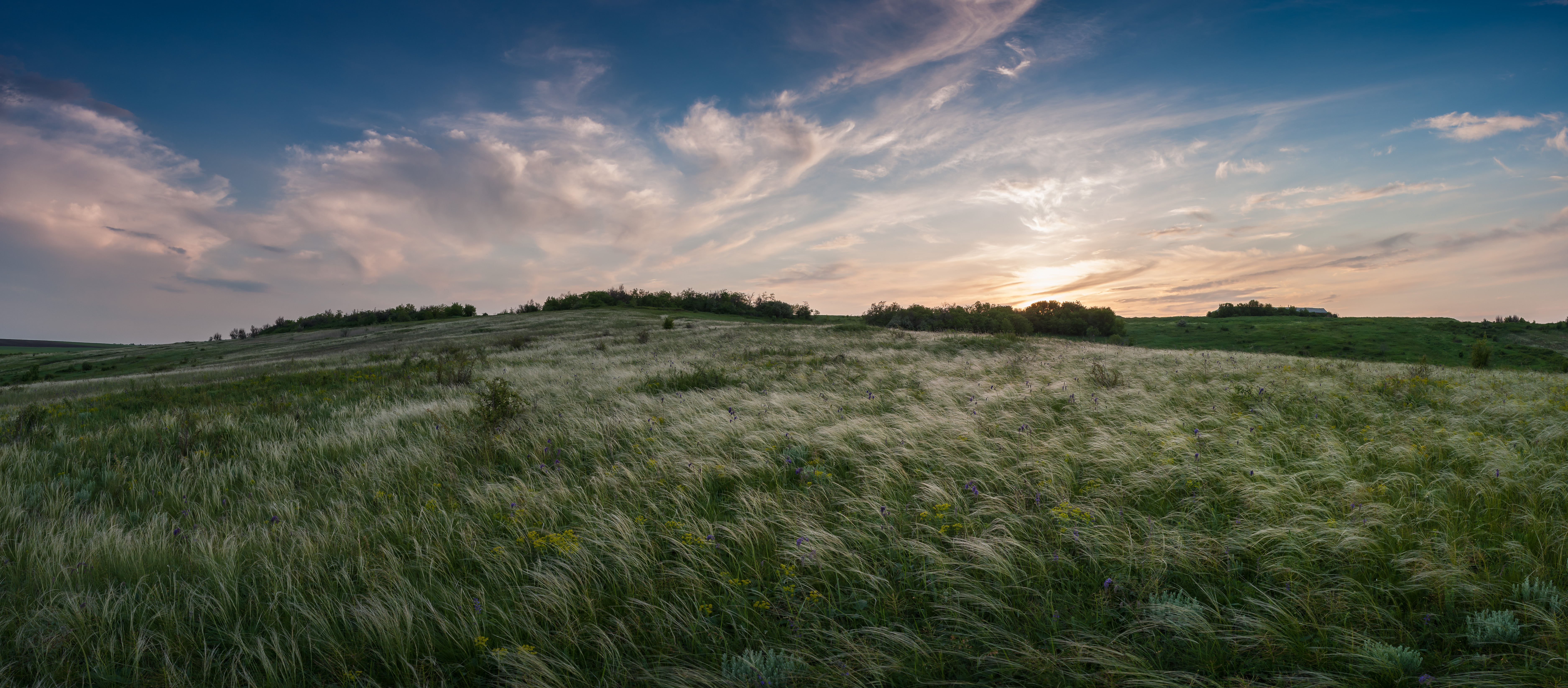
Brandouchkin au coucher du soleil, patrimoine naturel[3].
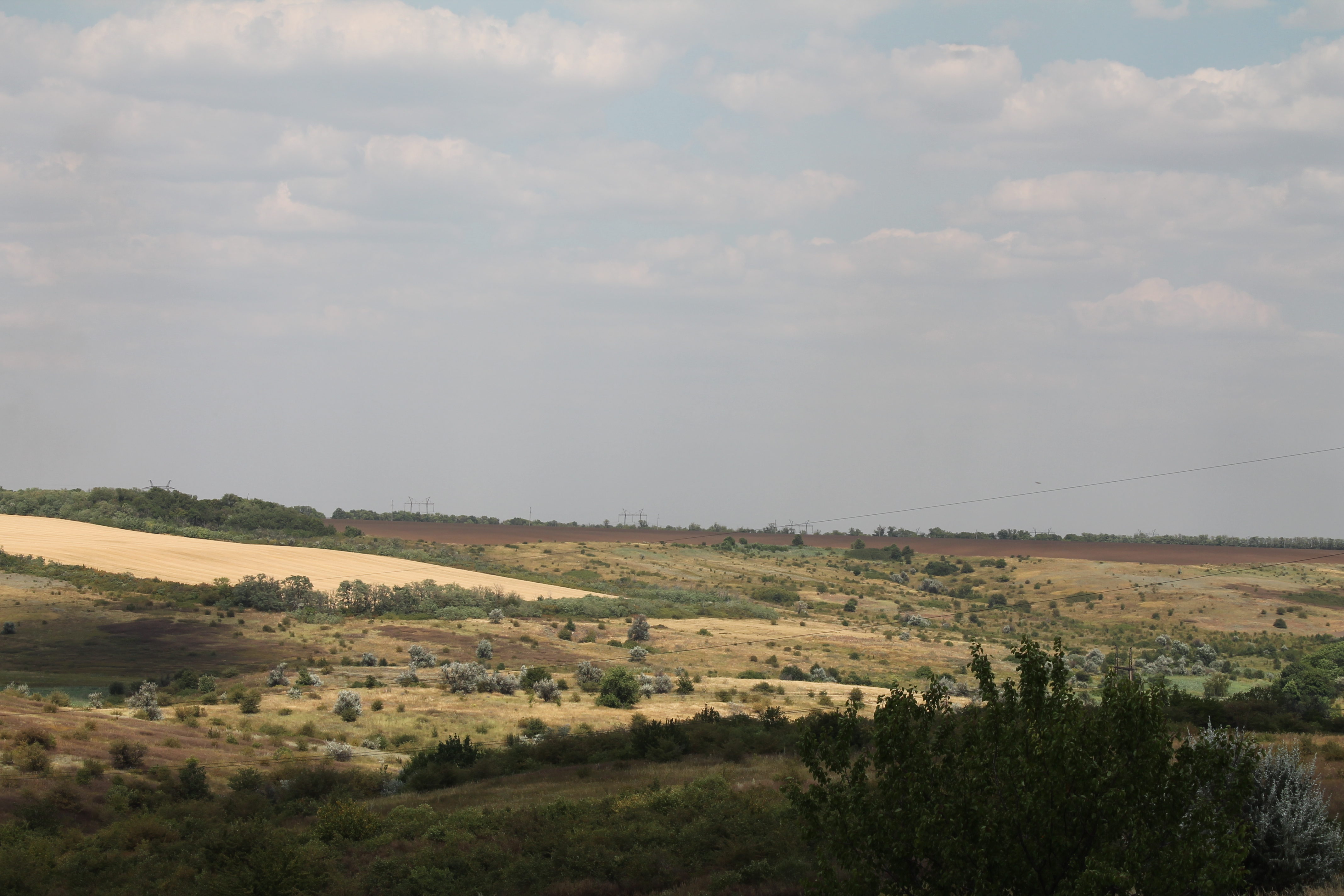
Gektov, monument classé[4],
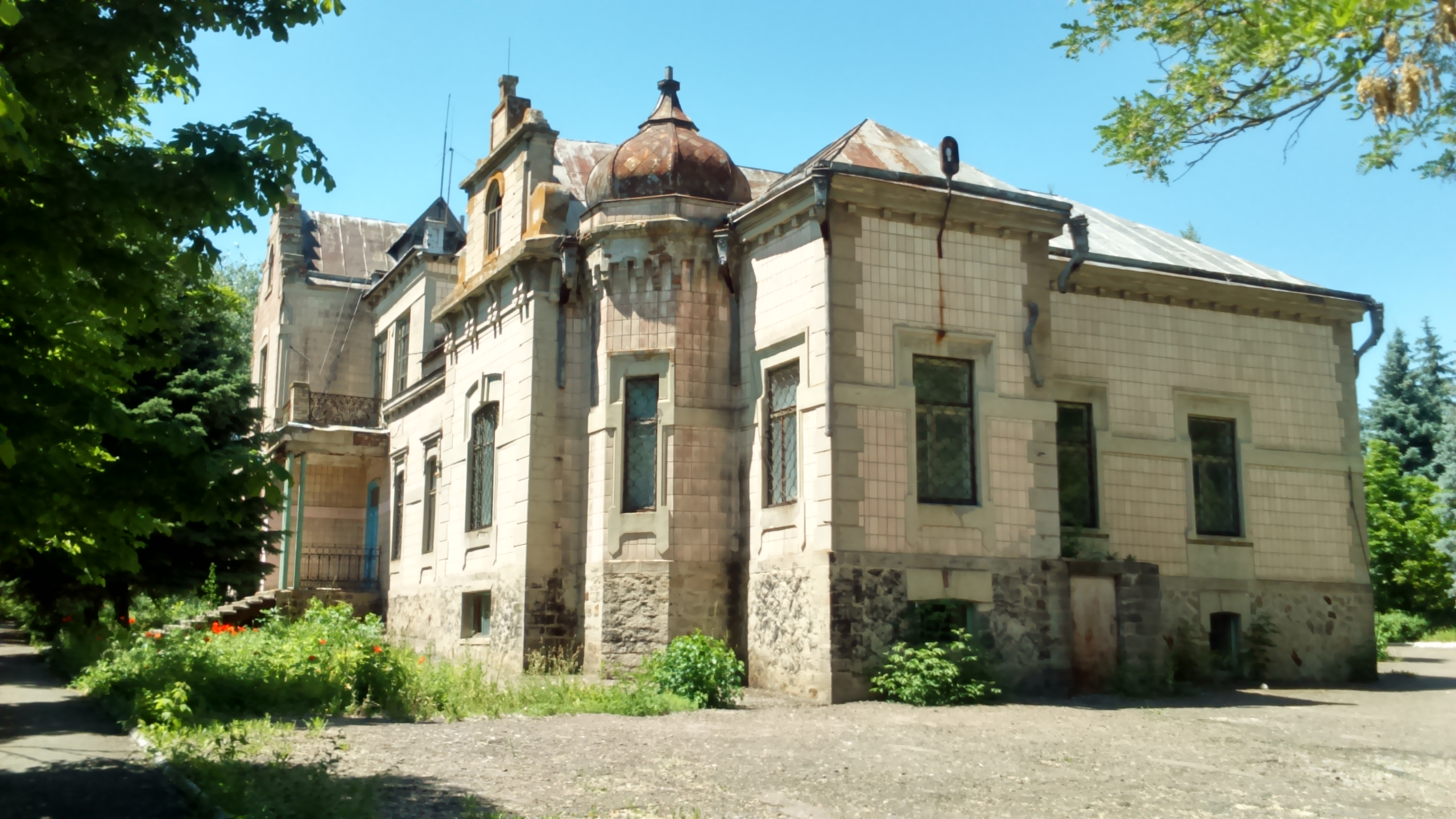
château Rogovski , classé[5],
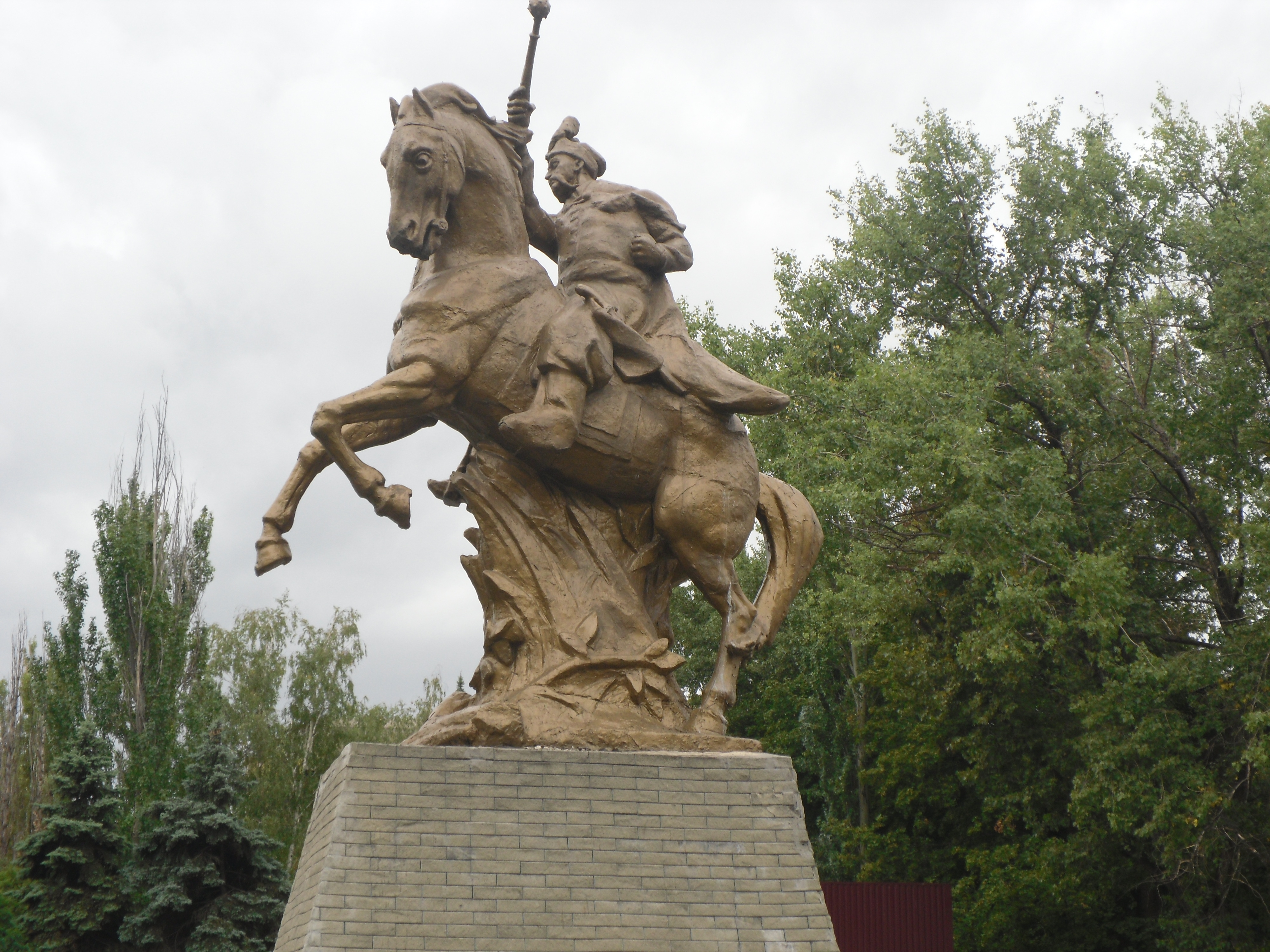
Monument à Bogdan Khmelnitski de Oukraïnsk, classé[6].
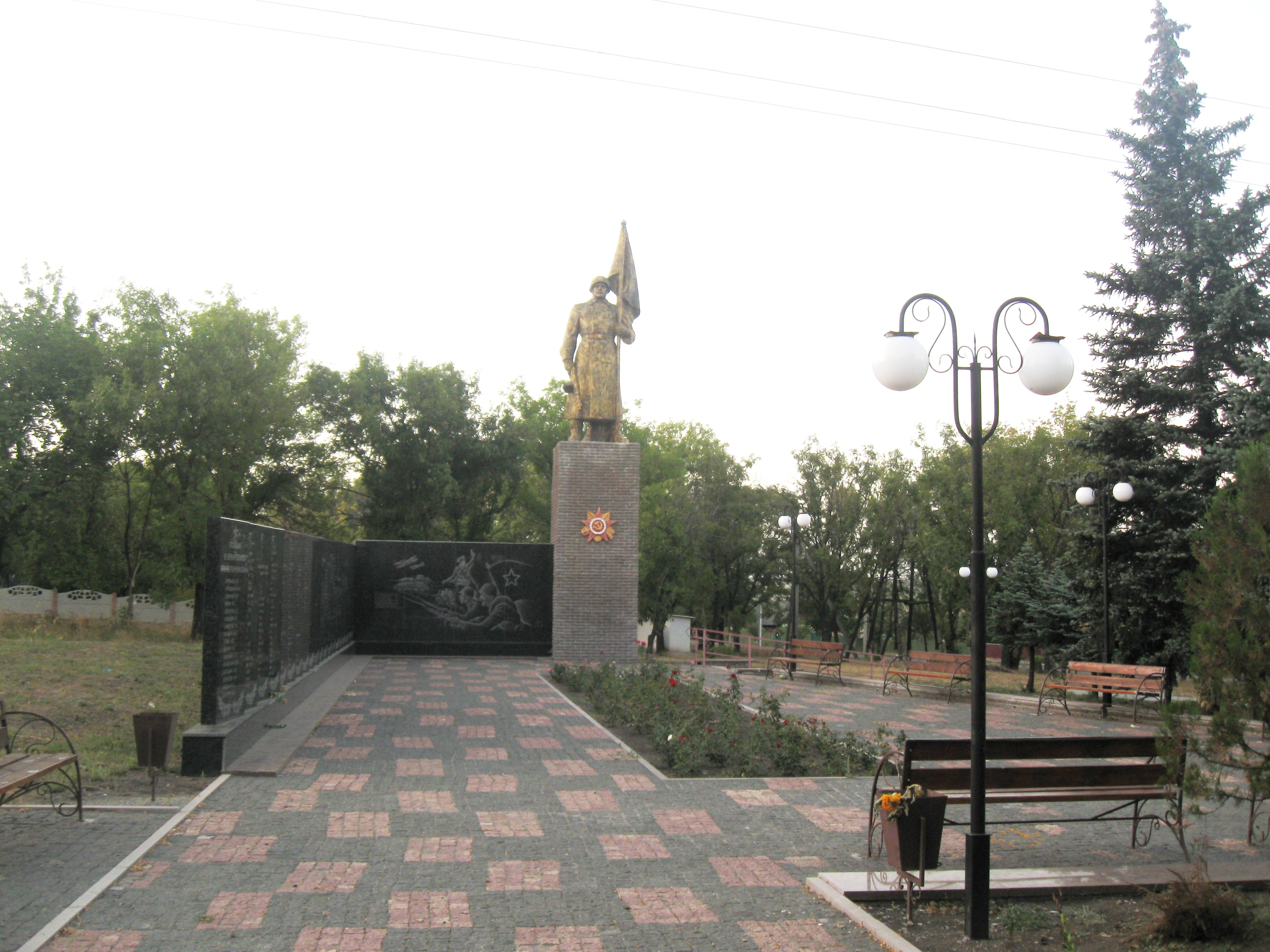
Le mémorial de la Grande Guerre patriotique à Novoekonomitchne classé n° :14-227-0036[7].
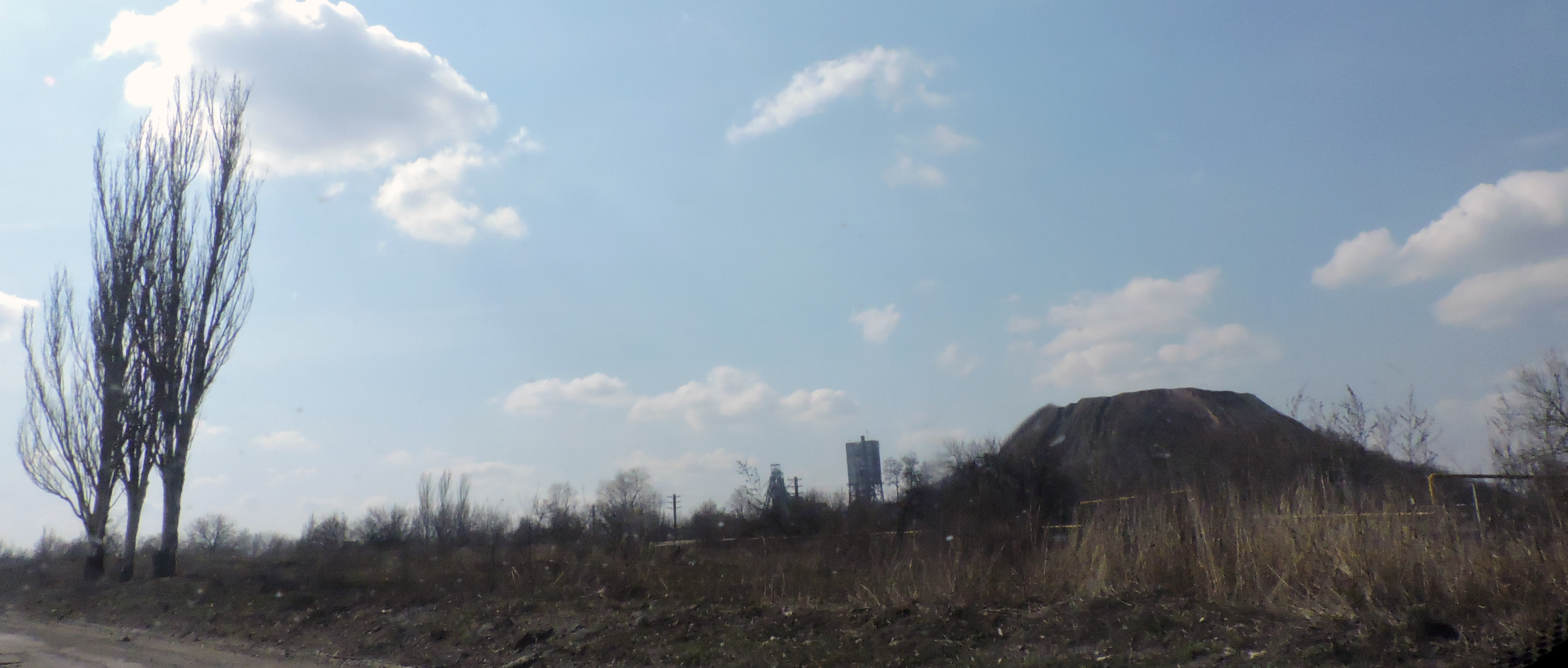
Terril de la mine Kapitalna.